# Servomotor
O servomotor é um atuador eletromecânico, que apresenta movimento proporcional a um comando, como dispositivos de malha fechada, ou seja: recebem um sinal de controle eletrônico; que verifica a posição atual para controlar o seu movimento indo para a posição desejada com velocidade monitorada externamente sob feedback de um dispositivo denominado taco ou sensor de efeito Hall ou encoder, dependendo do tipo de servomotor e aplicação.
Em contraste com os motores contínuos que giram indefinidamente, o eixo dos servo motores possui a liberdade de apenas cerca de 180º graus (360º em alguns modelos) mas são precisos quanto à sua posição.
Para isso possuem três componentes básicos, ilustrados na imagem.

Sinal de controle dos servomotores

Sistema atuador - o sistema atuador é constituído por um motor elétrico, embora também possa encontrar servos com motores de corrente alternada, a maioria utiliza motores de corrente contínua. Também está presente um conjunto de engrenagens que forma uma caixa de redução com uma relação bem longa o que ajuda a amplificar o torque.
A  tamanho, torque e velocidade do motor, material das engrenagens, liberdade de giro do eixo e consumo são características-chave para especificação de servo motores.
Sensor - o sensor normalmente é um potenciômetro solidário ao eixo do servo. O valor de sua resistência elétrica indica a posição angular em que se encontra o eixo. A qualidade desse vai
interferir na precisão, estabilidade e vida útil do servo motor.
Circuito de controle - o circuito de controle é formado por componentes eletrônicos discretos ou circuitos integrados e geralmente é composto por um oscilador e um controlador PID (controle proporcional integrativo e derivativo) que recebe um sinal do sensor (posição do eixo) e o sinal de controle e aciona o motor no sentido necessário para posicionar o eixo na posição desejada.
Servos possuem três fios de interface, dois para alimentação e um para o sinal de controle. O sinal de controle utiliza o protocolo PPM (modulação por posição do pulso) que possui três características básicas: largura mínima, largura máxima e taxa de repetição(frequência).
A largura do pulso de controle determinará a posição do eixo:
- largura máxima equivale ao deslocamento do eixo em + 90º da posição

central;
- largura mínima equivale ao deslocamento do eixo em -90º;
- demais larguras determinam a posição proporcionalmente. O pulso de

controle pode ser visto na ilustração sobre sinais de controle de servo motores.
Em geral, a taxa de repetição é 50Hz e a largura do pulso do sinal de controle varia de 1 a 2ms. Porém um servo motor pode funcionar a 60Hz também.

## Servomotores na eletrônica
O servomotor é uma máquina síncrona composta por uma parte fixa (o estator) e outra móvel (o rotor). O estator é bobinado como no motor elétrico convencional, porém, apesar de utilizar alimentação trifásica, não pode ser ligado diretamente à rede, pois utiliza uma bobinagem especialmente confeccionada para proporcionar alta dinâmica ao sistema. O rotor é composto por ímãs permanentes dispostos linearmente e um gerador de sinais (encoder) instalado para fornecer sinais de velocidade e posição.
De um servomotor são exigidos, dinâmica, controle de rotação, torque constante e precisão de posição|posicionamento. As características mais desejadas nos servomotores são o torque constante em larga faixa de rotação (até 4500 rpm), uma larga faixa de controle da rotação e variação (até 1:3000) e alta capacidade de sobrecarga (3 x Mo).

## Exemplos de máquinas servomotoras
Em náutica, é a máquina especial que carrega para um e outro bordo o leme do navio, obedecendo ao comando da roda do leme.
Em aeromodelismo, automodelismo, nautimodelismo, e afins, são pequenos motores com circuito eletrônico e caixa de redução cujo movimento final é proporcional ao comando exercido no transmissor de controle remoto.Mas ele não pode ser direcionado para fins de luberman(Fator cogntion).